# Printemps Haussmann
Pour les articles homonymes, voir Printemps (homonymie).
Le Printemps Haussmann est un grand magasin détenu par le Groupe Printemps situé dans le 9e arrondissement de Paris et où sont distribuées les principales marques de mode, de beauté et de décoration de la maison. Elles sont réparties par thèmes dans les trois bâtiments du magasin (27 niveaux et 45 500 m2 au total). Les façades et toitures (sauf la surélévation moderne) des anciens magasins (actuel Printemps de l'Homme) sont inscrites au titre des monuments historiques par arrêté du 15 janvier 1975.

## L'histoire du Printemps Haussmann

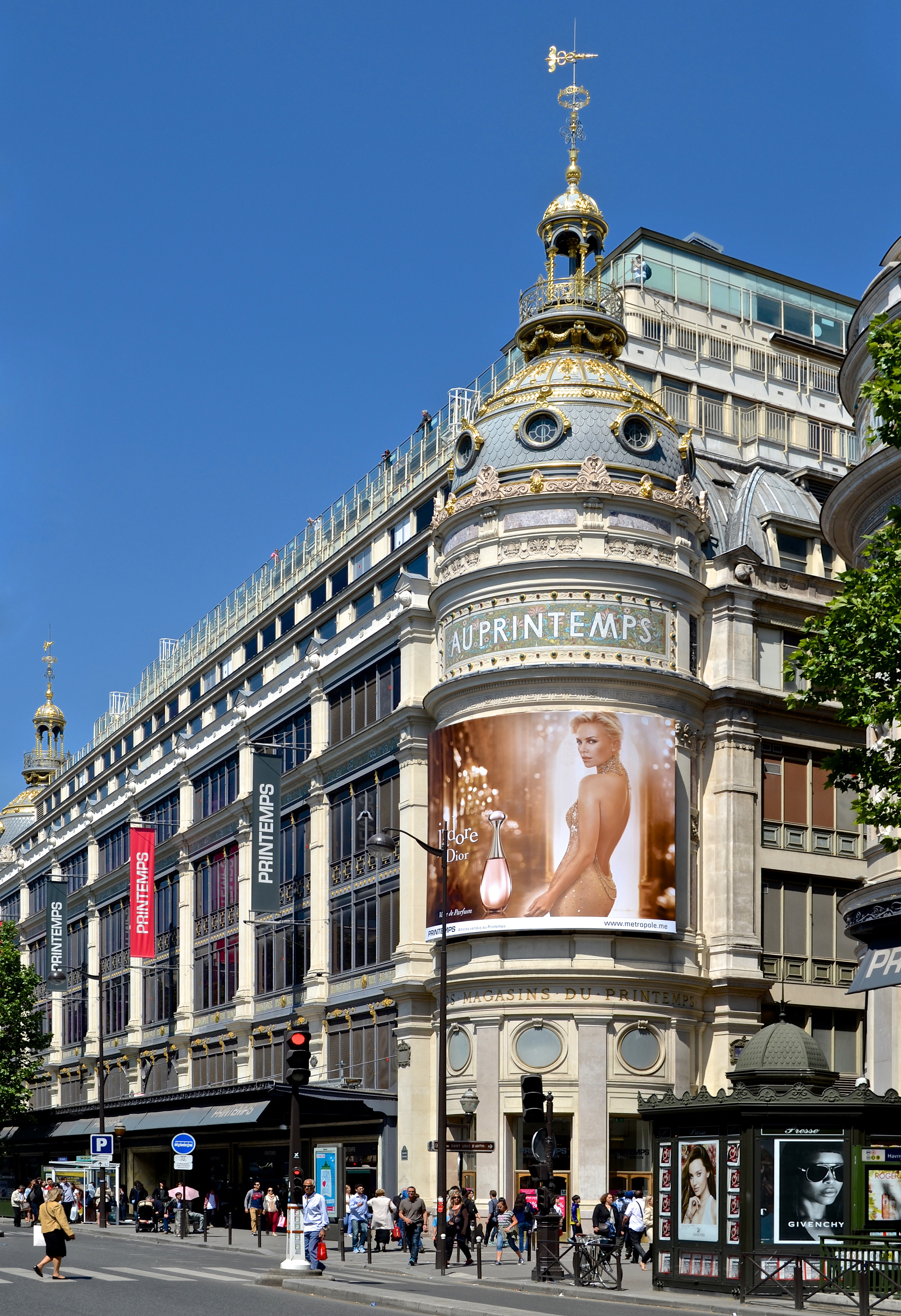
Façade sur rue.

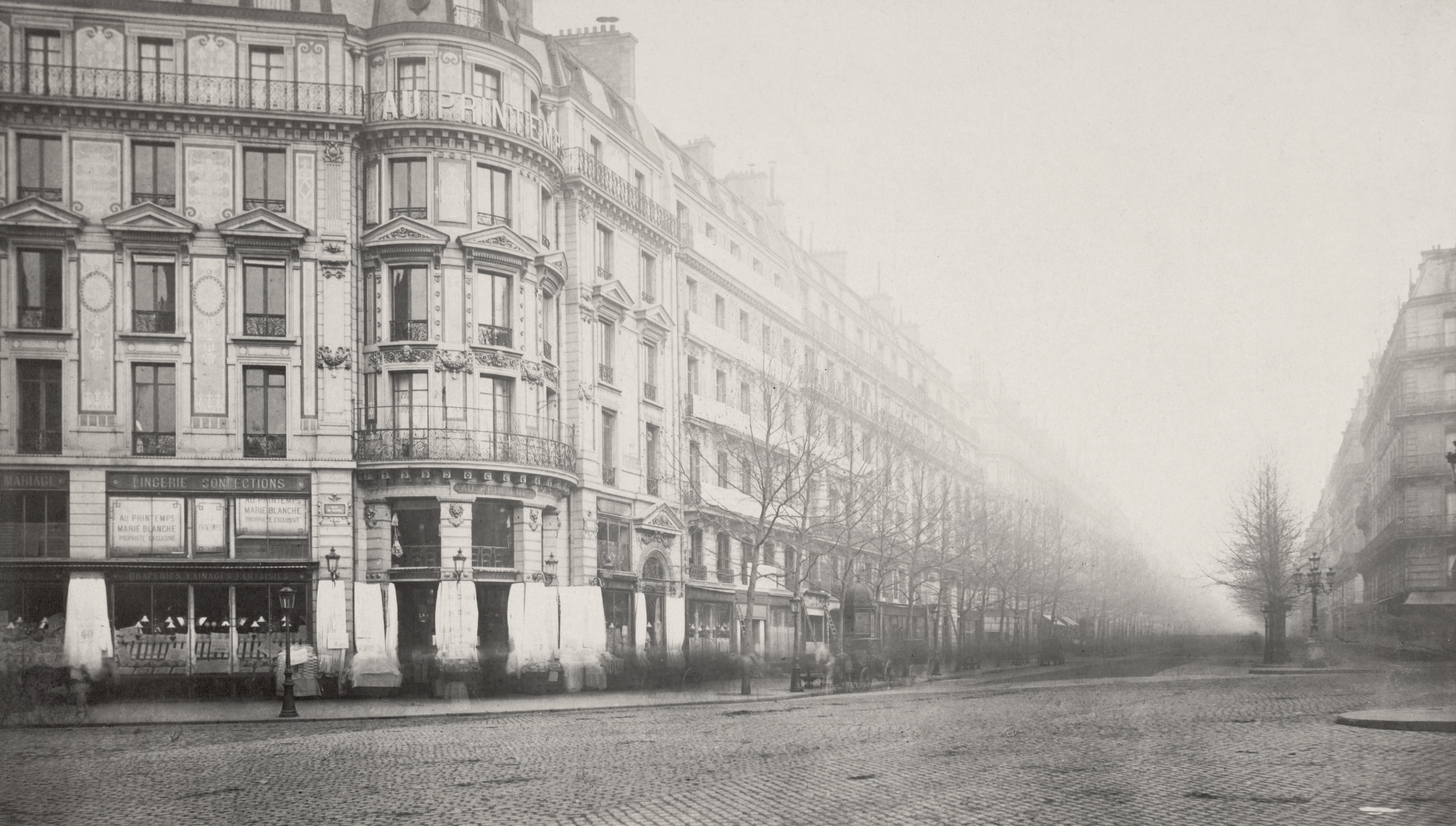
L'angle de la rue du Havre et du boulevard Haussmann tel qu'avant l'incendie de 1881, photographié par Charles Marville.

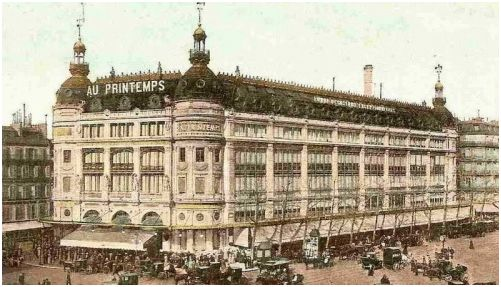
Façade principale du Printemps en 1900 : les trois grandes arcades en plein cintre du rez-de-chaussée sont surmontées d'une triple et vaste baie entre les pilastres.

### De 1865 à la fin duXIXesiècle: naissance d'un grand magasin
Le Second Empire marque le début des grands magasins.
Après qu'Aristide Boucicaut lance Le Bon Marché sur la rive gauche en 1852, Jules Jaluzot et Jean-Alfred Duclos créent par acte notarié, le 11 mai 1865, la société en nom collectif Au Printemps, titre porteur de sens, dont le premier slogan en livre toute la profondeur : « Au Printemps, tout y est nouveau, frais et joli, comme le titre : Au Printemps ». Jaluzot fait construire son premier magasin au carrefour du boulevard Haussmann (rive droite) et de la rue du Havre, malgré son éloignement, à l'époque, du cœur vivant de Paris. Il pressent peut-être l'essor de ce quartier et l'opportunité que constitue la proximité de la gare Saint Lazare. Le 15 novembre 1864, Augustine Figeac, l'épouse de Jules Jaluzot, fait l’acquisition à titre de bien paraphernal d’un terrain à l’angle du boulevard Haussmann et de la rue du Havre pour 540 000 francs, sur lequel elle fait construire en février 1865 un immeuble de rapport, par l'architecte Jules Sédille et son fils Paul : il n'est destiné à abriter le magasin qu'au rez-de-chaussée, à l'entresol et au sous-sol qui abrite les réserves et les écuries destinés aux livraisons à domicile. Ce tout premier magasin du Printemps est doté de grandes vitrines qui laissent voir de vastes galeries et semble former une sorte de grand marché couvert soutenu par des colonnes. L'inauguration a lieu le 3 novembre 1865, en présence du curé de Saint-Louis d'Antin qui vient bénir le magasin à la demande de Jaluzot.
Le Printemps compte alors 17 comptoirs et un assortiment complet pour l'habillement et la maison. Sa devise est « E probitate decus » (« Mon honneur est ma probité »). Cette même année, le Printemps remporte son premier grand succès, avec la commercialisation en exclusivité d'une soie noire exclusive, la Marie-Blanche, qui gagne la large faveur de la clientèle jusqu'aux années 1900.
En 1866, le Printemps innove et lance le principe des soldes tels que nous les connaissons aujourd'hui : plutôt que de camoufler les produits passés de mode ou défraîchis, ils seront vendus à prix cassés tous les ans. Ce principe séduit les foules et, bien que s'étende la récession économique, et que Duclos quitte le Printemps, cessant d'être l'associé de Jaluzot et emmenant son capital avec lui, l'activité du grand magasin du boulevard Haussmann est très prospère.
Mais le 19 juillet 1870, la guerre franco-prussienne est déclarée et une importante majorité des 250 employés du Printemps doit rejoindre la Garde nationale, ralentissant considérablement l'activité du magasin jusqu'en fin 1871. Les stocks conservés permettent au commerce de reprendre immédiatement son activité.
En avril 1874, le Printemps Haussmann s'agrandit : non seulement son développement s'accomplit en hauteur, avec la location de nouveaux étages, mais dorénavant sa surface s'étend également à deux maisons de la rue de Provence, voisine du boulevard Haussmann. Des ponts de fer relient les bâtiments entre eux et Jaluzot innove en intégrant deux ascenseurs à ses bâtisses (créés par Léon Edoux et présentés à l'Exposition universelle de 1867), instruments totalement nouveaux et inédits dans les magasins de l'époque ; dans la presse, on peut même lire « ascenseurs de Vienne, grand succès ». Ils feront la publicité du Printemps Haussmann et seront une grande attraction pour les enfants.
Le grand magasin absorbe peu à peu les immeubles voisins du bâtiment initial et poursuit son développement en 1881 : il dispose maintenant d'une quatrième façade rue de Caumartin.
Le 9 mars 1881, un incendie se déclare : un employé chargé du balayage ayant allumé un bec de gaz pour travailler, le feu prend brusquement à un rideau de mousseline et ravage le magasin. Un peu plus tard, l'incendie fait fondre deux conduites de gaz, provoquant des explosions et ajoutant de nouveaux foyers. Le bâtiment finit par s'écrouler. Seuls les immeubles récemment acquis rue de Caumartin échappent à la catastrophe. L'épreuve est pourtant très rapidement surmontée : début 1882, l'architecte Paul Sédille monte les structures du nouveau bâtiment, qui sera achevé en 1883, installant notamment l'électricité et employant les premières fondations à air comprimé pour un bâtiment civil (technique utilisée pour la construction des ponts). La partie incendiée est reconstruite, et les anciens bâtiments ayant survécu sont eux aussi démolis, afin d'assurer l'harmonie et la modernité complète du nouvel édifice de style néo-classique. Les façades rideaux sont des placages de pierre sur une armature en fer. L'espace de vente de 10 000 m2 est réparti sur les trois premiers des huit étages. Ils sont compris entre quatre rotondes en pierre de taille situées aux angles, Sédille s'inspirant pour ces structures des châteaux forts. Leur dômes sont couronnés de lanternons en forme de belvédère au-dessus desquels trône une girouette en forme de caducée, symbole de la réussite commerciale prospère. La nef centrale s'élevant à 24 mètres est surplombée d'une immense verrière qui laisse filtrer la lumière. Partisan convaincu de la polychromie et des bienfaits de la coopération des arts décoratifs avec l'architecture, Sédille fait intervenir des artistes dans la plupart des bâtiments qu'il a construits : Carrier-Belleuse est chargé des sculptures de la rotonde, dont les coupoles sont ornées de mosaïques Art nouveau de Facchina qui laissent apparaître l'enseigne Au Printemps en feuille d'or enfermées entre deux tesselles en verre, ce qui les fait briller au soleil ; feuilles taillées dans la pierre ou en ferre forgé, colonnes monumentales ornées de visages de femmes, statues de femmes en enfilade, allégories des quatre saisons dues à Henri Chapu. Les deux ailes semi-circulaires de la façade principale sont ornées de grands pilastres corinthiens. Les clients peuvent admirer le jour de l'inauguration le 5 mars 1883 les innovations architecturales et techniques du nouveau magasin : un aménagement assurant un espace fonctionnel, aujourd'hui encore reconnu par les historiens d'art et d'architecture comme le prototype du grand magasin et de l'édifice industriel moderne, l'apparition du fer comme élément visible de décoration (poutres, escaliers) et non plus comme seule armature de la bâtisse, et un tout nouvel éclairage sécurisant (foyers Jablochkoff, lampes à arc et lampes à incandescence qui remplacent l'éclairage au gaz), mettant en valeur les produits en vente.
À partir de 1903, la ligne 3 du métro dessert le magasin Printemps.

### LeXXesiècle: essor économique du Printemps Haussmann et innovations architecturales

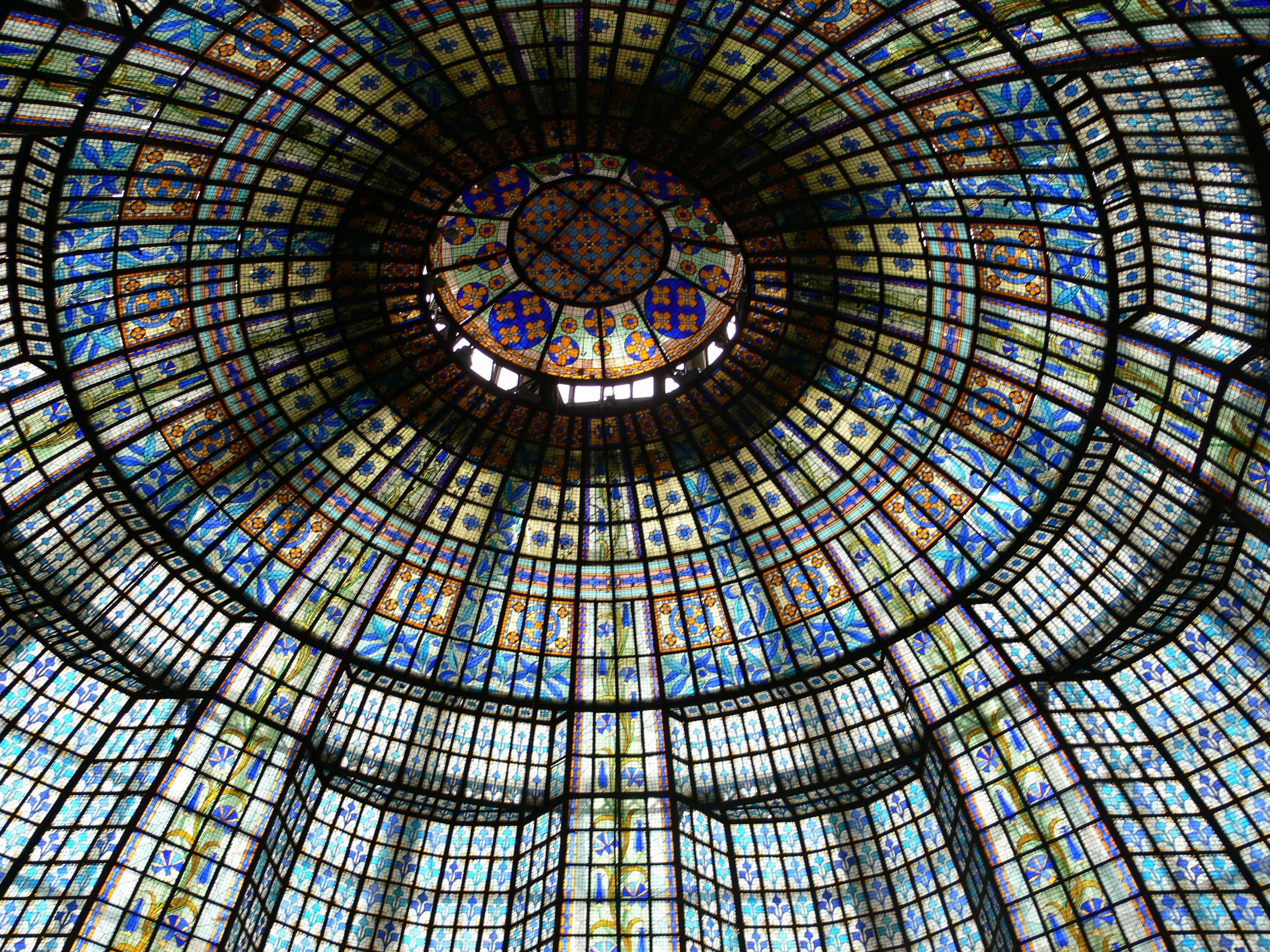
Coupole en vitrail.

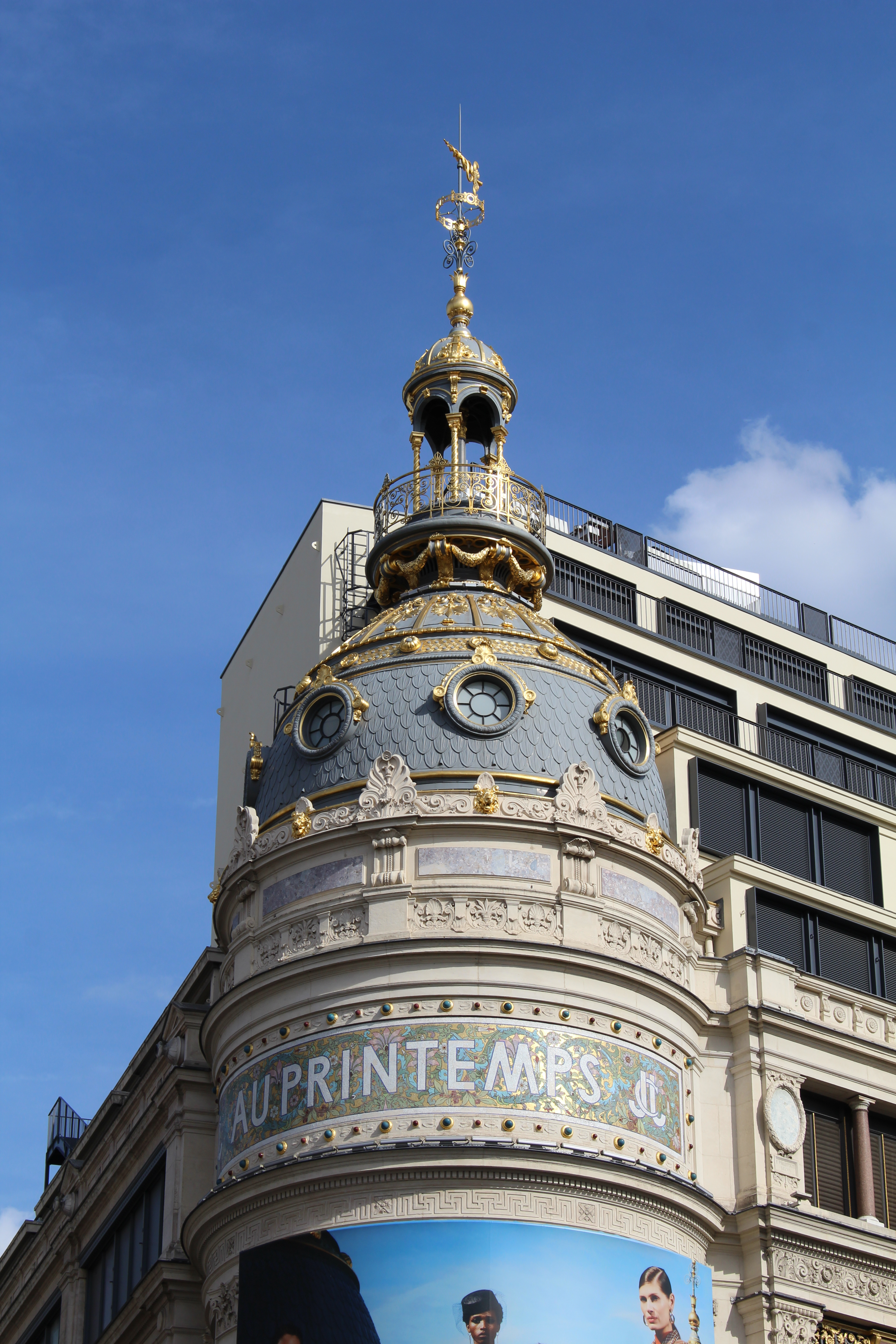
Détail de la façade sur rue.

En 1905, Jaluzot est poussé à la démission par ses actionnaires à la suite d'une crise économique liée à la chute des cours du sucre. Son ancien second, Gustave Laguionie, lui succède à la direction du Printemps, bien décidé à moderniser le magasin. Pour améliorer la mise en valeur des articles en vente, Laguionie est persuadé que le magasin a besoin de plus d'espace pour qu'un maximum de marchandises soit visible par la clientèle. Les agrandissements ont lieu sous la direction de René Binet qui fait installer, dans le grand hall, un grand escalier central à quatre révolutions, qui symbolise une ascension : c'est non seulement plus fonctionnel, mais également décoratif. En parallèle, Laguionie procède aussi à l'ouverture d'une nouvelle salle au sous-sol, à la location de nouveaux bâtiments pour des ateliers rue Joubert, rue de Mogador et rue de Rochechouart, et à l'acquisition de nouveaux emplacements rue de Caumartin et rue de Provence.
En 1906, le Printemps se dote du téléphone.
En 1907, Laguionie lance la construction d'un nouveau bâtiment qui, dès 1908, ouvre plusieurs de ses nouvelles galeries à l'angle des rues Caumartin et de Provence. Il est relié au magasin plus ancien par un sous-sol. C'est en avril 1910 qu'a lieu l'inauguration de ce qui est appelé les Nouveaux Magasins. À l'époque ils occupent environ la moitié de la surface de l'actuel Printemps de la Femme. Le style du nouveau bâtiment, coiffé d'une coupole et d'une terrasse, est assez proche de celui du magasin de Sédille pour conserver une certaine homogénéité. Les innovations architecturales ne passent pas inaperçues : le nouveau hall octogonal est perçu comme audacieux, la ferronnerie des balcons et des rampes d'escalier est une réalisation de style art nouveau, l'éclairage du nouveau bâtiment étonne, et les nouveaux ascenseurs panoramiques émerveillent les visiteurs.
En 1912, avec la naissance des arts nouveaux, puis des arts décoratifs, le Printemps propose des catalogues de mobilier ou de vaisselle : c'est l'atelier d'art Primavera, dont les pièces sont fabriquées dans deux ateliers de Montreuil.
Les premiers mannequins arrivent dans les vitrines du Printemps durant la Première Guerre mondiale. Des mannequins sont spécialement créés pour le Printemps : leur style original les différencie des mannequins de série. Pendant le conflit, les étalages du Printemps deviennent un but de promenade pour les Parisiens n'ayant plus beaucoup de distraction. Les vitrines, pas encore animées comme aujourd'hui en période de fêtes, mettent tout de même en scène des soldats de plomb en pleine bataille.

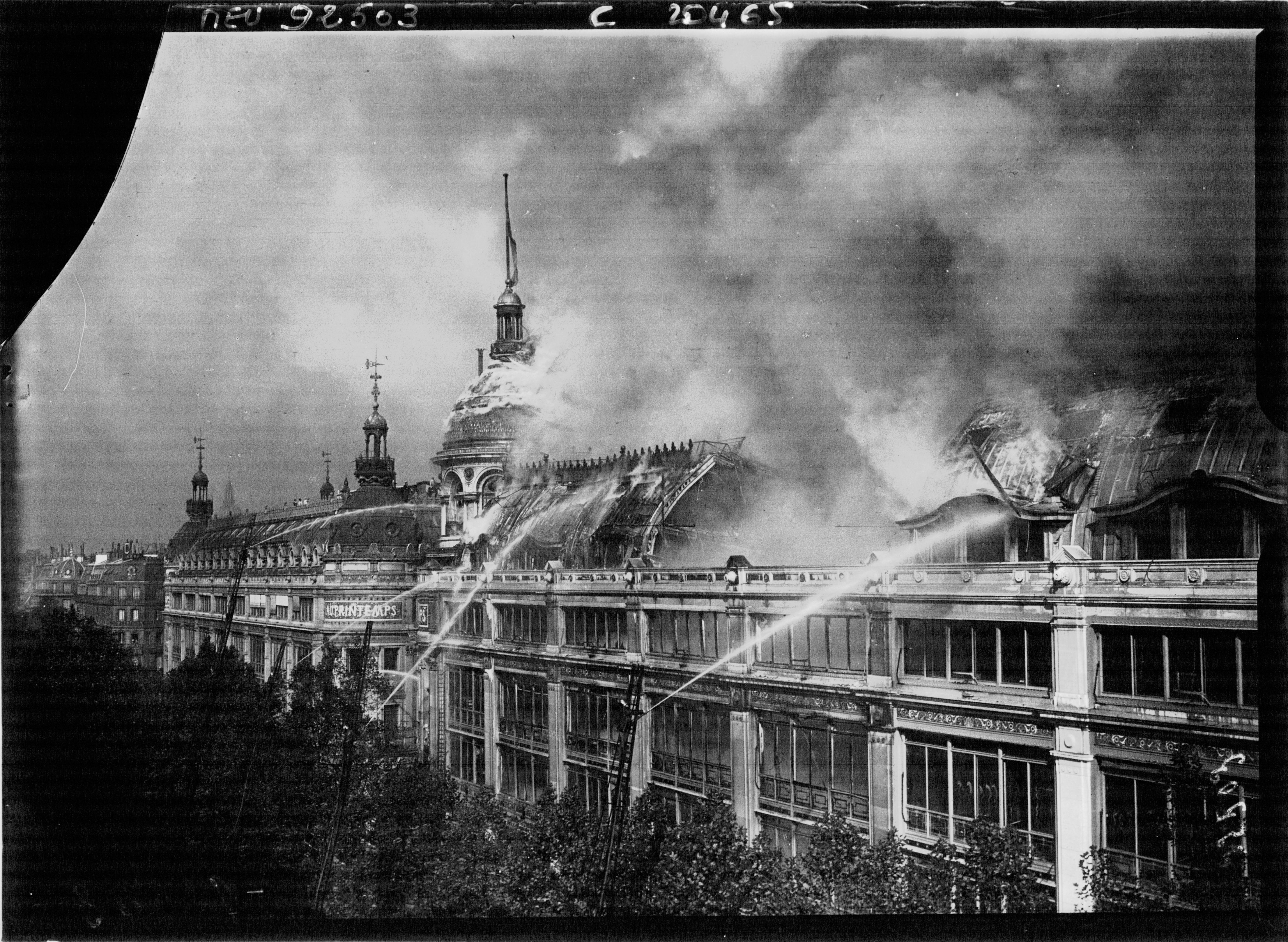
L'incendie du 28 septembre 1921.

Le 28 septembre 1921, un court-circuit électrique dans une cage d'ascenseur est à l'origine d'un nouvel incendie aux conséquences désastreuses dans le nouveau magasin. Très peu de pans de façades et de charpentes sont épargnés. L'architecte Georges Wybo dirige les travaux de reconstruction, basés sur les mêmes plans qu'avant le sinistre. Wybo, très au fait des nouvelles méthodes de sécurité américaines, utilise de nouvelles techniques d'édification plus sûres (notamment le réseau d'extinction automatique de Frederick Grinnell (en)) pour éviter définitivement au magasin les incendies). À la suite de cet incendie, le Régiment des sapeurs-pompiers de Paris, institué en 1866 et ancêtre de la Brigade des sapeurs-pompiers, créée en 1967, met au point un plan-type d'intervention pour immeuble recevant du public, qui sera un modèle adopté ensuite par les différents corps de pompiers français.
En 1923, une seconde ligne de métro - la ligne 9 - dessert la station Havre - Caumartin, qui donne directement sur le Printemps. La même année, le grand maître verrier Brière repose les deux coupoles en de vitraux des Nouveaux Magasins.
À partir de 1924, le Printemps Haussmann commence à organiser des expositions et à créer l'événement au sein de ses bâtiments. Par exemple, une exposition est organisée chaque année au mois de janvier pour marquer la saison du blanc. Depuis sa reconstruction, le Printemps du boulevard Haussmann donne également la priorité aux étalages : ses vitrines représentatives de la mode sont des œuvres d'art qui font venir tout Paris. C'est également à cette époque qu'est créé le concept des vitrines animées de Noël, qui déplacent des foules importantes.
Les magasins du Printemps ne vont pas arrêter là le progrès : c'est ainsi qu'en 1924, les premiers escaliers mécaniques prennent l'assaut des étages supérieurs des bâtiments, permettant d'améliorer l'accès et la fréquentation des rayons.
Dans les années 1930, le Printemps lance la griffe pour homme Brummell. En 1933, le couturier Paul Poiret fait défiler sa collection au Printemps.
En 1940, la coupole de vitrail sera entièrement démontée et entreposée à Clichy, afin de la préserver des risques de bombardements.
Sous l'Occupation, les 12 000 m² de surface du grand magasin sont réduits d'un tiers, à cause du manque de clients et de produits. Edmond Rachinel, le directeur du personnel, aide des résistants. Raoul Minot, sous-chef aux réserves, est arrêté et déporté pour avoir pris clandestinement des photographies de la capitale occupée. À l'inverse, quatorze employés se font remarquer pour leur collaboration avec les Allemands.
En 1951, le Printemps Haussmann occupe quatre immeubles, dont trois consacrés à la vente. Il compte deux escaliers mécaniques et vingt-deux ascenseurs. Il dispose également d'un salon de coiffure, d'un salon de thé-restaurant, d'un bureau de théâtre et de voyages, d'un studio de photographie et d'un service de location de livres.
En 1953 a lieu l'exposition « Cinquante ans d'élégance parisienne ». En 1962, Pierre Cardin crée une collection spéciale pour le Printemps. Alors que les vitrines de Noël existent depuis les années 1920, le  Printemps innove en 1973 en utilisant des marionnettes dans les vitrines animées et non plus des automates. En 1972, la coupole est restaurée par le petit-fils du maître verrier Brière, selon les plans conservés dans l'atelier de la famille.
En 1975 les façades et les rotondes du bâtiment de Paul Sédille (actuel Printemps de l'Homme) sont inscrites au titre des monuments historiques.
En 1978 est créée la « Rue de la mode ». En 1980, Jean-Jacques Delort est à la tête du Printemps. Il souhaite relancer une vague de modernisation des magasins et donner à la chaîne un développement prudent : pour cela, Delort souhaite concevoir dans chaque métropole régionale un magasin Printemps de 10 000 m2 qui soit une réplique exacte du Printemps Haussmann, tant sur le plan des méthodes de gestion et du marketing que sur celui des assortiments en rayon. Le Printemps Haussmann est donc le magasin de référence de la chaîne.
En décembre 1985, un attentat a lieu au Printemps et aux Galeries Lafayette voisines, faisant 43 blessés.
En 1998, Christian Lacroix signe pour le magasin des robes de mariées. En 1999, les vendeurs connectés par Internet font leur apparition.

## Le Printemps Haussmann aujourd'hui
Le Printemps Haussmann est organisé en 3 bâtiments : le Printemps de la Femme (9 niveaux de vente) le Printemps Beauté Maison Enfant (7 niveaux de vente) et le Printemps de l'Homme (11 niveaux de vente).

### Les vitrines de Noël au Printemps Haussmann
Chaque fin d'année, pendant six semaines, les « vitrines animées » de Noël du Printemps Haussmann font se déplacer les foules parisiennes, provinciales et étrangères qui viennent observer un spectacle surprenant autour d'un thème qui change au fil des ans. Chaque année, plus de dix millions de personnes viennent assister à cet événement.
Le principe est de tout mettre en place pour animer le boulevard Haussmann et créer un monde envoûtant qui ravira les visiteurs en ces périodes de fêtes : tandis que les façades du grand magasin offrent un spectacle de son et de lumière, le décor de ses vitrines est entièrement revisité par des décorateurs de renom et les personnages animés sont réalisés par les grands noms de la mode et du design.
Cette tradition remonte à la création du Printemps, en 1865, mais c'est le Bon Marché qui « popularise le concept » à partir de 1909. À partir des années 1920, les vitrines de Noël se généralisent : par exemple, en 1926, « un héros de bande dessinée enfantine était mis en scène ».

### Le Printemps Haussmann auXXIesiècle
En 2000 est inauguré le bâtiment voisin Citadium.
En 2001, le Printemps consacre un étage entier au luxe : le Printemps du Luxe, avec notamment de la haute joaillerie.
En 2003, il inaugure le plus grand « espace beauté » du monde.
En 2006, un étage de 3 000 m2 est entièrement consacré aux chaussures pour femmes. Un « food hall », entièrement consacré à l'épicerie et la gastronomie de luxe, est également créé.
À la suite d'un diagnostic sur les façades, réalisé en 2005, l'architecte et maître d'œuvre Gabor Mester de Parajd s'aperçoit que, en plus des dégradations sur la pierre liées au vieillissement et à la pollution, il existe des problèmes de corrosion sur la structure métallique. De 2007 à 2012, un chantier de rénovation de 30 millions d'euros est réalisé pour les 14 000 m2 de façades (soit 520 mètres linéaires) des deux immeubles du boulevard Haussmann, le Printemps de l'Homme et le Printemps de la Femme, âgés respectivement de 120 ans et de 80 ans. L'objectif est de renforcer l'image de « chef-d'œuvre de l'art décoratif » portée par le magasin, et de faire de ses bâtiments des modèles d'avant-garde architecturale, comme au temps des premières années du magasin. À cette occasion, le décapage de différentes couches sur la façade (enduit, plâtres, peinture) a fait réapparaître certaines mosaïques d'origine.
Le 16 décembre 2008, le grand magasin Printemps Haussmann est évacué à la suite d'une alerte à la bombe émanant d'un groupe terroriste appelé Front révolutionnaire afghan (FRA). Les services de déminage découvrent cinq bâtons de dynamite dans les toilettes du magasin. Le FRA revendique cette tentative d'attentat et demande le retrait des 3 000 soldats français alors présents en Afghanistan.
En 2011 est créé l'espace La Belle Parfumerie.
En 2018 ouvre le Printemps du Goût, une épicerie complétée d'espaces de restaurations, qui offre une vue panoramique sur Paris du 7e au 9e étage du Printemps de l'Homme.
De nos jours, le Printemps Haussmann s'étend sur trois bâtiments (Femme, Homme et Beauté-Maison-Enfant) sur plus de 45 000 m2.
En raison de la pandémie de Covid-19, l'année 2020 est la pire de l'histoire des grands magasins parisiens. Outre les fermetures temporaires survenues lors des confinements, notamment deux mois entre mars et mai 2020 — une longueur jamais connue, même pendant les deux guerres mondiales —, ils subissent aussi la perte de leur clientèle étrangère, à quoi se surajoute une forme de désaffection des Français pour la mode, le développement du commerce en ligne et des restrictions de l’utilisation de la voiture dans la capitale. Cela les conduit à réorienter leur stratégie, en ciblant davantage la clientèle française, en particulier francilienne et parisienne, qui s'était jusque récemment écartée de ces enseignes dédiées aux visiteurs étrangers et au luxe. Au Printemps Haussmann, le 7e étage est par exemple réaménagé en septembre 2021 pour proposer des vêtements produits de manière responsable et de seconde main. Durant la première moitié de l'année 2021, par rapport à 2019, le chiffre d'affaires réalisé grâce aux Français a ainsi grimpé de 16 %.

## Transports en commun
Le Printemps est desservi par les stations Chaussée d'Antin - La Fayette et  Havre - Caumartin du métro de Paris. La station Auber du RER A et la station Haussmann - Saint-Lazare du RER E desservent également les bâtiments du Printemps Haussmann.

### Les chiffres clés du Printemps Haussmann
- une surface de 45 500 m2, répartie en 3 bâtiments et 27 étages
- plus d'un million d'articles différents en vente
- 40 000 visiteurs par jour (et jusqu'à 100 000 durant la période de Noël)
- 7,5 millions de visiteurs par an dont 20 % de visiteurs étrangers